# Notburge de Rattenberg
Notburge de Rattenberg ou Notburge de Eben (Rattenberg, vers 1265 - Buch in Tirol, 14 septembre 1313) est une domestique autrichienne reconnue sainte par l'Église catholique.

## Biographie
Elle naît vers 1265. À dix-huit ans, elle devient cuisinière au château de Rattenberg auprès de Henri Ier, qui est intendant du comte du Tyrol. Après les repas, Notburge distribue les restes de nourriture aux nécessiteux qui attendent devant la porte du château ; mais au bout de six ans, Odile, la femme du seigneur, lui interdit de continuer sa charité, et lui ordonne de donner les restes aux porcs. Elle obéit et donne alors une partie de son propre repas aux pauvres. Ce comportement déplaît également à Odile qui chasse Notburge du château.
Notburge travaille ensuite pour un paysan d'Eben am Achensee, à condition qu'elle soit autorisée à aller à l'église plus tôt le soir, les dimanches, et jours fériés. Malgré cet accord, le récit hagiographique raconte que son maître veut un jour la forcer à continuer à travailler dans le champ alors qu'elle doit aller prier ; elle lance alors sa faucille qui reste suspendue dans les airs. C'est pourquoi les artistes la représentent avec cet instrument de travail.
La légende rapporte que de nombreux malheurs touchent le château de Rattenberg depuis le départ de Notburge. La comtesse Odile meurt et l'on voit son spectre errer dans la porcherie ; le comte Sigefroi, frère de Henri, envahit la région avec son armée.
Henri attribue toutes ses difficultés au licenciement de Notburge et décide de la réembaucher en lui promettant qu'elle pourra de nouveau faire don aux pauvres des restes de repas.

## Vénération
Peu de temps avant sa mort, elle demande que l'on place son cadavre dans une charrette tirée par deux bœufs, pour qu'ils choisissent eux-mêmes sa sépulture. Les animaux tirent l'attelage jusqu'à la chapelle Saint-Rupert près d'Eben, où elle est enterrée. Elle est déjà particulièrement vénérée en Bavière, en Autriche, au Tyrol et en Istrie lorsque son culte est officiellement autorisé par Pie IX par un décret du 27 mars 1862avec sa fête célébrée le 14 septembre. Elle est la patronne de la jeunesse rurale, des paysans et des servantes.